# Trois Vieilles Dames
Pour plus de détails, voir Fiche technique et Distribution.
Trois Vieilles Dames (三婆, Sanbaba) est un film japonais réalisé par Noboru Nakamura, sorti en 1974.

## Fiche technique
Sauf indication contraire, les informations mentionnées dans cette section peuvent être confirmées par la base de données cinématographiques IMDb,  présente dans la section « Liens externes ».
- Titre original : 三婆 (Sanbaba?)
- Titre français : Trois Vieilles Dames[1]
- Réalisation : Noboru Nakamura
- Scénario : Toshirō Ide d'après le roman de Sawako Ariyoshi et une pièce de théâtre de Kinji Obata[1]
- Photographie : Hiroshi Murai
- Montage : Sachiko Yamaji
- Musique : Naozumi Yamamoto
- Société de production : Tōhō
- Pays d'origine :  Japon
- Langue originale : japonais
- Genre : comédie dramatique
- Format : couleur — 1,37:1 — 35 mm — son mono
- Durée : 101 minutes[2]
- Dates de sortie :
  - Japon : 1er juin 1974[2]
  - États-Unis : 5 mars 1975[3]

## Distribution
- Aiko Mimasu : Matsuko Takeichi
- Kinuyo Tanaka : Taki Takeichi
- Michiyo Kogure : Komayo Tomita
- Ichirō Arishima : Jusuke Seto

## Autour du film
Trois Vieilles Dames est une tragi-comédie autour d'une affaire d’héritage sur la peur de vieillir et le temps qui passe. Le film réunit trois actrices de renom de l’âge d’or du cinéma japonais des années 1950, Kinuyo Tanaka, Michiyo Kogure et Aiko Mimasu, assumant pleinement leur rôle.

## Distinction
Sauf indication contraire, les informations mentionnées dans cette section peuvent être confirmées par la base de données cinématographiques IMDb,  présente dans la section « Liens externes ».
- Prix du film Mainichi de la meilleure actrice pour Kinuyo Tanaka (avec le film Sandakan N° 8)[4]